# Петросян, Давид Рафикович
Дави́д Рафи́кович Петрося́н (арм. Դավիթ Ռաֆիկի Պետրոսյան; 21 сентября 1966, Ереван — 14 сентября 2009) — армянский политический деятель, сын Рафика Петросяна.
- 1987 — окончил факультет финансового учёта Ереванского института народного хозяйства.
- С 1987 — работал старшим экономистом в финансовом отделе района Орджоникидзе г. Еревана.
- 1992—1996 — юридический факультет Ереванского государственного университета.
- 1996 — был избран членом совета старейшин общины Нор-Норк.
- 1997 — работал юристом в территориальной налоговой инспекции Советского района г. Еревана.
- С октября 1998 — был назначен начальником отдела налогообложения и учёта доходов физических лиц.
- С августа 2001 — был назначен заместителем начальника инспекции контроля в министерстве транспорта и связи Армении.
- 2002 — 2009 — глава общины Нор-Норк.
- С 2006 — член РПА.